# Naper
Naper est un village du comté de Boyd, dans l'État du Nebraska, aux États-Unis. En 2020, il comptait une population de 89 habitants.